# Championnat de France de futsal AMF
Cet article concerne la compétition organisée selon les règles AMF. Pour celle organisée selon les règles FIFA, voir championnat de France de futsal.
Le Championnat de France de futsal AMF, actuellement appelé Kappa ligue futsal pour des raisons de sponsoring, est une compétition de futsal AMF qui est le premier échelon national en France. Il se déroule annuellement sous forme d'un championnat opposant huit clubs amateurs.
Une saison du championnat commence en été et se termine au printemps suivant.
Nommé « Ligue » puis « Défi national » lors des premières éditions, le championnat est ouvert aux clubs qui leur sont affiliés et organisé à partir de 2006 par l'Union Nationale des Clubs de Futsal, puis par son successeur l'Association française de futsal depuis 2014.
Après des tours locaux, une phase finale permet, à l'issue de chaque saison sportive, de désigner le ou les meilleurs clubs qui représenteront la France en Coupe des Champions de la Futsal European Federation (FEF) la saison suivante.

## Histoire

### Mise en place (2003-2010)
La Ligue nationale de futsal regroupe, dans un même championnat national constitué d'une ou plusieurs divisions « élites », les clubs champions de leurs Ligues régionales et/ou Comités départementaux à l'issue de la première phase de qualification. 
Cette épreuve est planifiée dès 2003, pour devenir une Ligue nationale de futsal (LNFs) de type amateur. En 2010, les progrès techniques réalisés par les clubs et les responsables des Ligues et des Comités constitués entre 2006 et 2010, permettent de concrétiser le projet initial de LNFs. 
La Ligue nationale de futsal (LNFs) a vocation à devenir le championnat national français de référence en matière de futsal originel et servir de vivier pour les sélections nationales, tant masculine que féminine et espoir (U21).

### Évolution (2010-2015)
Au mois de juin 2010, le Comité d'organisation programme la première édition de la Ligue Nationale de Futsal en constituant 3 poules élites (Est, Nord et Sud) composées de 6 à 8 équipes chacune, soit un calendrier de 10 à 14 journées organisées sous forme de plateaux à quatre équipes. Le terme Défi national est conservé et désigne, à partir de 2010, la phase finale qui regroupe les clubs qualifiés dans les divisions élites de la Ligue nationale de futsal (LNFs). Le Défi national se nomme aussi Final Four ou Final Five selon le nombre de clubs finalistes.
Après une première année d'existence prometteuse, le Comité d'organisation modifie la formule de la Ligue Nationale de Futsal (LNFs) en créant deux divisions géographiques principales (élite nord et élite sud), composées chacune de 10 équipes, soit un calendrier de 18 journées organisées sous forme de plateaux à quatre équipes. 
Pour sa troisième année d'existence (2012-2013), le nombre d'équipes passe à 8 et la formule par plateaux est abandonnée au profit d'une formule impartiale en match aller/retour, soit 14 matchs en round robin.
La quatrième saison est une année charnière et de transition. Un plan sur 2 ans est proposé pour passer d'une formule de ligue privée à une formule de compétition plus ouverte aux clubs issus des nouvelles Ligues régionales et organisée en trois phases qui peut être mise en place en 2014/2015 : une phase de qualification régionale en formule championnat, une phase éliminatoire nationale en match à élimination directe et une phase finale en playoff formule championnat.
En 2014, l'UNCFs laisse place à l'Association française de futsal qui garde le principe de qualifications locales pour une poule finale jouée sous forme de championnat.

## Déroulement actuel
Les groupements sportifs qui souhaitent participer doivent être déclarés officiellement comme "clubs de futsal", être localisés sur le territoire français de la Métropole et être membre de leur Comité départemental ou de leur Ligue régionale de futsal UNCFs.
Depuis 2014, la compétition débute par des qualifications locales, qui donnent accès à une poule finale jouée sous forme de championnat.

## Palmarès
| Saison    | Ligue | Lieu              | Date          | Champion                             | Vice-Champion                        | Troisième                             | Quatrième                                 | Cinquième                             | Sixième                            |
| --------- | ----- | ----------------- | ------------- | ------------------------------------ | ------------------------------------ | ------------------------------------- | ----------------------------------------- | ------------------------------------- | ---------------------------------- |
| 2006-2007 | UNCFs | Marseille         | 18-19/06/2007 | Remoulins Sports (Gard)              | Sportrip (Bouches-du-Rhône)          | CS Carqueiranne (Var)                 | -                                         | -                                     |                                    |
| 2007-2008 | UNCFs | Angers            | 14-16/06/2008 | Beaucaire Futsal (Gard)              | La Sauce Carlésienne (Aisne)         | FS Miramas (Bouches-du-Rhône)         | Canet Futsal (Pyrénées-Orientales)        | Gunners Orléans Futsal (Loir-et-Cher) |                                    |
| 2008-2009 | UNCFs | Lyon-Villeurbanne | 20-21/06/2009 | CAFOR Futsal (Haute-Savoie)          | Beaucaire Futsal (Gard)              | Inter Futsal 66 (Pyrénées-Orientales) | Castelfoot Renaudais (Indre-et-Loire)     | Classic Saint-Jean-du-Var (Var)       |                                    |
| 2009-2010 | UNCFs | Beaucaire         | 25-26/06/2010 | Beaucaire Futsal (Gard)              | FC les Raumettes (Bouches-du-Rhône)  | Torcy Futsal (Seine-et-Marne)         | Flash Express (Gard)                      | Bastia Futsal (20)                    |                                    |
| 2010-2011 | UNCFs | Rillieux-la-Pape  | 14-15/06/2011 | Beaucaire Futsal (Gard)              | AS Scionzier Futsal (Haute-Savoie)   | VHBA Vauvert Futsal (Gard)            | Guérinières Futsal (Calvados)             | -                                     |                                    |
| 2011-2012 | UNCFs | Le Cannet         | 02-03/06/2012 | Le Cannet Futsal (Alpes-Maritimes)   | Flash UFB Rodilhan (Gard)            | Paris FC 20e (Paris)                  | Romorantin FC (Loir-et-Cher)              |                                       |                                    |
| 2012-2013 | UNCFs | Chaumont          | 15-16/06/2013 | VHBA Vauvert Futsal (Gard)           | Aquarel CS Marcouville (Val-d'Oise)  | Black Panthers - Draguignan (Var)     | Futsal Club Elite de Sannois (Val-d'Oise) |                                       |                                    |
| 2013-2014 | AFF   | Château-Renault   |               | USR Château-Renault (Indre-et-Loire) | Vauvert Futsal (Gard)                | Romorantin FC (Loir-et-Cher)          |                                           |                                       |                                    |
| 2014-2015 | AFF   | Bouillargues      |               | USR Château-Renault (Indre-et-Loire) | Vauvert Futsal (Gard)                | Flash Futsal Nîmes (Gard)             | FC St Gilles (Gard)                       | AJ Aulnay (Charente-Maritime)         |                                    |
| 2015-2016 | AFF   | Gémozac           |               | Vauvert Futsal (Gard)                | USR Château-Renault (Indre-et-Loire) | Le Mans (Sarthe)                      | FC St Gilles (Gard)                       | AJ Aulnay (Charente-Maritime)         |                                    |
| 2016-2017 | AFF   | Vauvert           |               | Taymate Blois (Loir-et-Cher)         | FC St Gilles (Gard)                  | Puget (Var)                           | USR Château-Renault (Indre-et-Loire)      | AJ Aulnay (Charente-Maritime)         |                                    |
| 2017-2018 | AFF   | Château-Renault   |               | Vauvert Futsal (Gard)                | Valenciennes FC                      | AJ Aulnay (Charente-Maritime)         | USR Château-Renault (Indre-et-Loire)      |                                       |                                    |
| 2018-2019 | AFF   | Coudoux           |               | Entente Vauvert St Gilles (Gard)     | USR Château-Renault (Indre-et-Loire) | Champs Futsal (Seine-et-Marne)        | Remoulins Sports (Gard)                   | Futsal Marguerittois (Gard)           | Apero FC Lancon (Bouches-du-Rhône) |

## Trophée et qualification européenne
Le Trophée Juan Carlos Ceriani Gravier est décerné au vainqueur de l'épreuve et désigne par le Champion de France de futsal AMF, en hommage à celui qui étudie, met au point et codifie le futsal. Il est remis en jeu à chaque nouvelle saison sportive. Le groupement sportif qui le remporte trois fois conserve le Trophée Ad vitam æternam. Le club de Beaucaire Futsal conserve le premier en juin 2011.
Le groupement sportif classé au premier et au second rang, est qualifié d'office pour participer à la Coupe d'Europe FEF. Sous réserve d'autorisation sportive de la Fédération Européenne de Futsal (FEF) et administrative de l'Association Française de Futsal (AFF), le groupement sportif classé au second rang, peut être qualifié pour participer à la compétition.

## Statistiques de participation
- Saison 2007-2008 : 70 clubs et 1 300 joueurs ont participé
- Saison 2008-2009 : 90 clubs et 1 600 joueurs ont participé
- Saison 2009-2010 : 110 clubs et 2 000 joueurs ont participé
- Saison 2010-2011 : 130 clubs et 2 600 joueurs ont participé
- Saison 2011-2012 : 135 clubs et 2 900 joueurs ont participé
- Saison 2012-2013 : 100 clubs et 2 100 joueurs ont participé